# Mario Pahlow

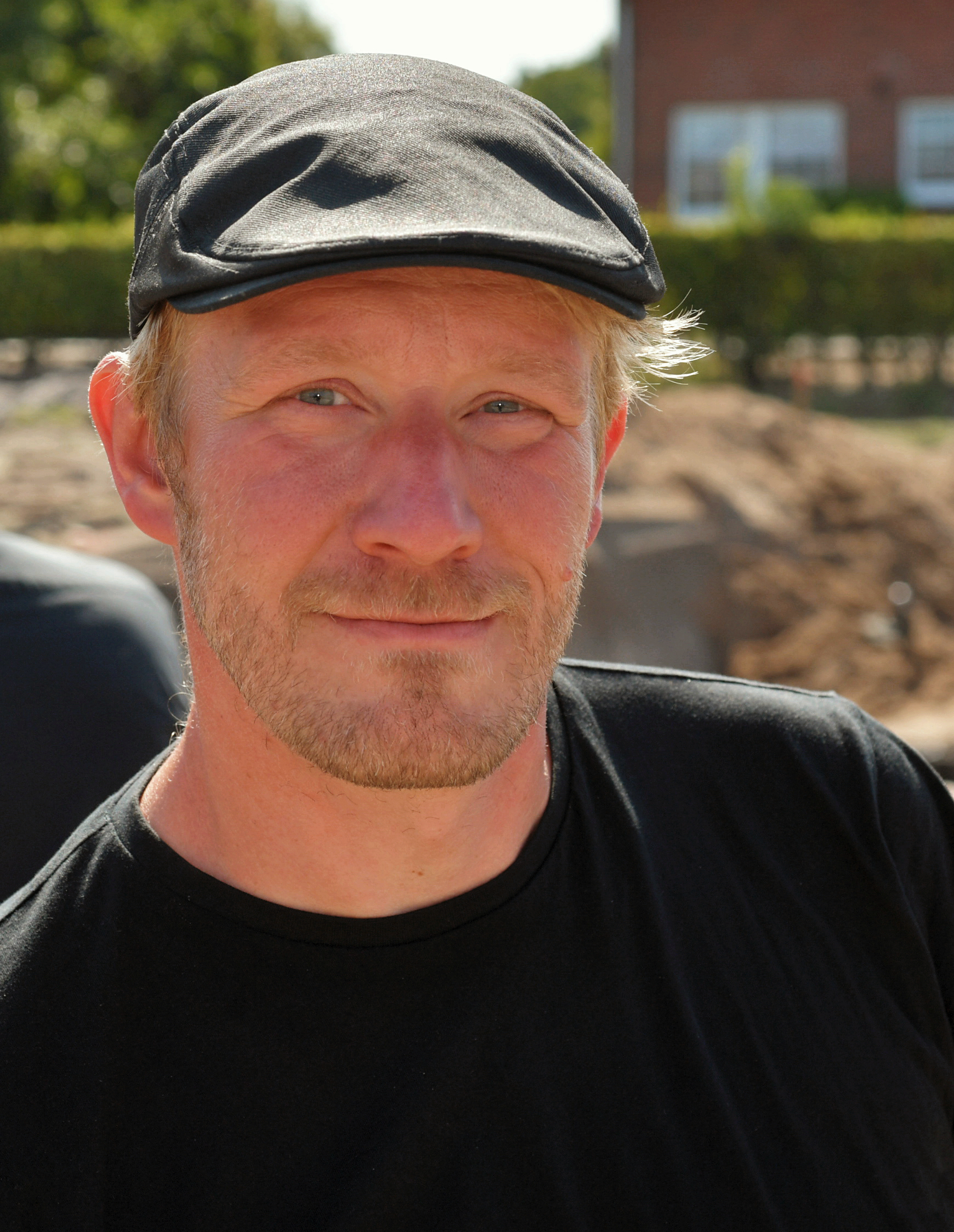
Mario Pahlow, 2018

Mario Pahlow (* 1979 in Preetz) ist ein deutscher prähistorischer Archäologe.

## Leben
Sein Abitur legte Mario Pahlow 1998 in Preetz ab und studierte nach dem Grundwehrdienst Ur- und Frühgeschichte, Klassische Archäologie, Geologie sowie Paläontologie an der Christian-Albrechts-Universität zu Kiel. Während des Studiums sammelte er Grabungserfahrung in mehreren Bundesländern und in Frankreich. Sein Studium schloss er 2004 mit dem Magister über die Goldfunde der Bronzezeit in Schleswig-Holstein ab. Bis 2005 war er beim Archäologischen Landesamt Schleswig-Holstein tätig, wo er die archäologische Landesaufnahme, Fundmeldungen und Neufunde betreute. Außerdem nahm er an Grabungen in Haitabu teil und leitete archäologische Untersuchungen im Küchengarten des Eutiner Schlosses.
2006 ging Pahlow an das Seminar für Ur- und Frühgeschichte der Georg-August-Universität Göttingen. Dort arbeitete er als wissenschaftliche Hilfskraft und drei Jahre in einem Projekt zur jüngeren Bronzezeit bis zur älteren Eisenzeit im nordöstlichen Niedersachsen. Ab 2010 war Mario Pahlow freiberuflich in der Museumspädagogik tätig. 2011 und 2012 absolvierte er ein Volontariat in der archäologischen Denkmalpflege des Niedersächsischen Landesamtes für Denkmalpflege (NLD), wo er eine Ausbildung in der Bodendenkmalpflege erhielt. In dieser Zeit war er an der Bauleitplanung zum Ausbau der A 39 zwischen Lüneburg und Wolfsburg sowie am Burgenprojekt zur Luccaburg beteiligt und leitete eine Lehrgrabung zur Bandkeramischen Siedlung Schwiegershausen. Anschließend war Pahlow als wissenschaftlicher Mitarbeiter des NLD und bei der Aufarbeitung des Forschungsprojektes zur Siedlungskammer Rullstorf an der Seite von Wilhelm Gebers tätig. 2014 führte ein internationales Projekt zur Untersuchung eines frühbronzezeitlichen Gräberfeldes Mario Pahlow in die Slowakei. 2014 promovierte er unter Karl-Heinz Willroth zum Thema Nordostniedersachsen während der jüngeren Bronze- bis älteren Eisenzeit. Seit dem 1. Februar 2015 ist er in der Nachfolge von Jan Joost Assendorp Bezirksarchäologe des Stützpunktes Lüneburg des Niedersächsischen Landesamtes für Denkmalpflege. Im Rahmen der Amtshilfe für die Polizei war er mehrfach mit archäologischen Methoden an Cold-Case-Ermittlungen beteiligt.
Mario Pahlow ist Mitglied im Verband der Landesarchäologien und dort Sprecher der Kommission Illegale Archäologie sowie Angehöriger der Arbeitsgemeinschaften Bronzezeit und Eisenzeit. Zudem gehört er der Archäologischen Kommission für Niedersachsen an.

## Schriften (Auswahl)
- Gold der Bronzezeit in Schleswig-Holstein, 2006 (Magisterarbeit)
- Gledeberg, Ldkr. Lüchow-Dannenberg – Ein Siedlungsplatz der jüngeren Bronzezeit mit Metallhandwerk in: „Landschaft, Besiedlung und Siedlung“. Archäologische Studien im nordeuropäischen Kontext, 2013, Neumünster, S. 119–125.
- mit Henning Haßmann, Jan Joost Assendorp: Der Goldschatz von Oedeme, Landkreis Lüneburg in: Berichte zur Denkmalpflege in Niedersachsen, 4/2016, S. 186–188
- Nordostniedersachsen während der jüngeren Bronze- bis älteren Eisenzeit in der Reihe Materialhefte zur Ur- und Frühgeschichte Niedersachsens 54, 2018 (Dissertation)
- mit Thilo Speich: Cold Cases: Können archäologische Methoden bei der Ermittlungsarbeit helfen? in: der kriminalist 1–2/2025